# Габріель Хайме Гомес
Габріель Хайме Гомес (ісп. Gabriel Gómez, нар. 8 грудня 1959, Медельїн) — колумбійський футболіст, що грав на позиції півзахисника.
Виступав, зокрема, за клуби «Атлетіко Насьйональ» та «Атлетіко Насьйональ», а також національну збірну Колумбії.
Чотириразовий чемпіон Колумбії.

## Клубна кар'єра
У дорослому футболі дебютував 1981 року виступами за команду «Атлетіко Насьйональ», в якій провів п'ять сезонів, взявши участь у 181 матчі чемпіонату. Більшість часу, проведеного у складі «Атлетіко Насьйональ», був основним гравцем команди.
Згодом з 1987 по 1990 рік грав у складі команд «Мільйонаріос» та «Індепендьєнте Медельїн». Протягом цих років виборов титул чемпіона Колумбії.
Своєю грою за останню команду знову привернув увагу представників тренерського штабу клубу «Атлетіко Насьйональ», до складу якого повернувся 1991 року. Цього разу відіграв за команду з Медельїна наступні три сезони своєї ігрової кар'єри. Граючи у складі «Атлетіко Насьйональ» також здебільшого виходив на поле в основному складі команди.
Завершив ігрову кар'єру у команді «Індепендьєнте Медельїн», у складі якої вже виступав раніше. Повернувся до неї 1995 року, захищав її кольори до припинення виступів на професійному рівні.

## Виступи за збірну
У 1985 році дебютував в офіційних матчах у складі національної збірної Колумбії.
У складі збірної був учасником розіграшу Кубка Америки 1987 року в Аргентині, на якому команда здобула бронзові нагороди, розіграшу Кубка Америки 1989 року у Бразилії, чемпіонату світу 1990 року в Італії, розіграшу Кубка Америки 1993 року в Еквадорі, на якому команда здобула бронзові нагороди, чемпіонату світу 1994 року у США.
Загалом протягом кар'єри в національній команді, яка тривала 11 років, провів у її формі 49 матчів, забивши 2 голи.

## Титули і досягнення
- Чемпіон Колумбії (4):

«Атлетіко Насьйональ»: 1981, 1991, 1994
«Мільйонаріос»: 1988
- Бронзовий призер Кубка Америки: 1987, 1993